# Kosmothéa
Kosmothéa (Kosmothea) är en ort i Grekland.   Den ligger i prefekturen Nomarchía Anatolikís Attikís och regionen Attika, i den sydöstra delen av landet, 24 km nordost om huvudstaden Aten. Kosmothéa ligger 294 meter över havet och antalet invånare är 131.
Terrängen runt Kosmothéa är kuperad. Runt Kosmothéa är det ganska tätbefolkat, med 100 invånare per kvadratkilometer. Närmaste större samhälle är Acharnes, 14,3 km sydväst om Kosmothéa. Trakten runt Kosmothéa består till största delen av jordbruksmark.